# Pilea stelluligera
Pilea stelluligera är en nässelväxtart som beskrevs av Hugh Algernon Weddell. Pilea stelluligera ingår i släktet pileor, och familjen nässelväxter. Inga underarter finns listade i Catalogue of Life.